# Stelis brevis
Stelis brevis är en orkidéart som beskrevs av Rudolf Schlechter. Stelis brevis ingår i släktet Stelis och familjen orkidéer. Inga underarter finns listade i Catalogue of Life.